# Abu Tammam
Abu Tammam (Habib ibn Aws) (en árabe,  أبو تمام حبيب بن أوس; c. 805 - c. 845) fue un poeta árabe de origen cristiano de la tribu Tai. Nació en Yasem, Siria, un lugar al sur de Damasco cercano a Deraa. Aparentemente pasó su juventud en Homs aunque de acuerdo con una historia, tuvo un empleo en su niñez como aguador en una mezquita del Cairo. Su primera aparición como poeta fue en Egipto, pero al fallar su medio de vida ahí regresó a Damasco, y después a Mosul. De ahí fue llamado por el gobernador de Armenia, que le recompensó largamente como mecenas. Después de 833 se sabe que vivió en Bagdad, en la corte del califa Al-Mutasim
Se le considera discípulo de Dik al-Djinn, en Homs.
Abu Tammam es conocido en la literatura por su compilación del siglo IX de poemas tempranos conocida como Hamasa. La Hamasa (en árabe exhortación) es una de las más grandes antologías de literatura árabe jamás escritas.